# Dąbie (gmina w województwie wielkopolskim)
Dąbie – gmina miejsko-wiejska w województwie wielkopolskim, w powiecie kolskim. W latach 1975–1998 gmina położona była w województwie konińskim. Siedziba władz gminy to miasto Dąbie. Według danych z 30 czerwca 2009 gminę zamieszkiwały 6492 osoby.
9 grudnia 1973 do gminy Dąbie włączono sołectwo Domanin z gminy Świnice Warckie powiatu łęczyckiego w województwie łódzkim.

## Przyroda
Gmina Dąbie leży na Nizinie Południowowielkopolskiej (Kotlina Kolska). Lasy stanowią zaledwie kilkanaście procent powierzchni. Krajobraz zdominowany jest przez pola uprawne. Na terenie gminy znajduje się m.in. Las Rzuchowski.

## Komunikacja
Przez gminę przebiega droga wojewódzka nr.473, łącząca Dąbie, z Kołem i Łaskiem. W Dąbiu krzyżuje się z drogą wojewódzką nr 263 (Dąbie – Kłodawa – Sompolno). Na terenie gminy znajduje się także węzeł Dąbie (zjazd z Autostrady A2 do Dąbia i Uniejowa).
Przez gminę przebiega także linia kolejowa Tczew – Chorzów Batory, na której znajduje się stacja kolejowa Dąbie nad Nerem.

## Parafie katolickie
Na terenie gminy znajdują się dwa kościoły parafialne obrządku rzymskokatolickiego. Wszystkie one wchodzą w skład diecezji włocławskiej.
- dekanat kłodawski
  - parafia św. Mikołaja w Dąbiu
- dekanat kolski
  - parafia Narodzenia NMP w Chełmnie nad Nerem

Ponadto na terenie gminy mieszkają mariawici, którzy przynależą do parafii św. Mateusza Apostoła i Ewangelisty w Nowej Sobótce, która wchodzi w skład diecezji śląsko-łódzkiej Kościoła Starokatolickiego Mariawitów.

## Struktura powierzchni
Według danych z roku 2002 gmina Dąbie ma obszar 130,06 km², w tym:
- użytki rolne: 77%
- użytki leśne: 13%

Gmina stanowi 12,86% powierzchni powiatu.

## Demografia
Dane z 30 czerwca 2009:
| Opis                              | Ogółem | Ogółem | Kobiety | Kobiety | Mężczyźni | Mężczyźni |
| --------------------------------- | ------ | ------ | ------- | ------- | --------- | --------- |
| jednostka                         | osób   | %      | osób    | %       | osób      | %         |
| populacja                         | 6492   | 100    | 3297    | 50,8    | 3195      | 49,2      |
| gęstość zaludnienia (mieszk./km²) | 50     | 50     | 25,3    | 25,3    | 24,6      | 24,6      |

Według danych Głównego Urzędu Statystycznego za rok 2008 średni dochód na 1 mieszkańca gminy wyniósł 2501,83 zł.

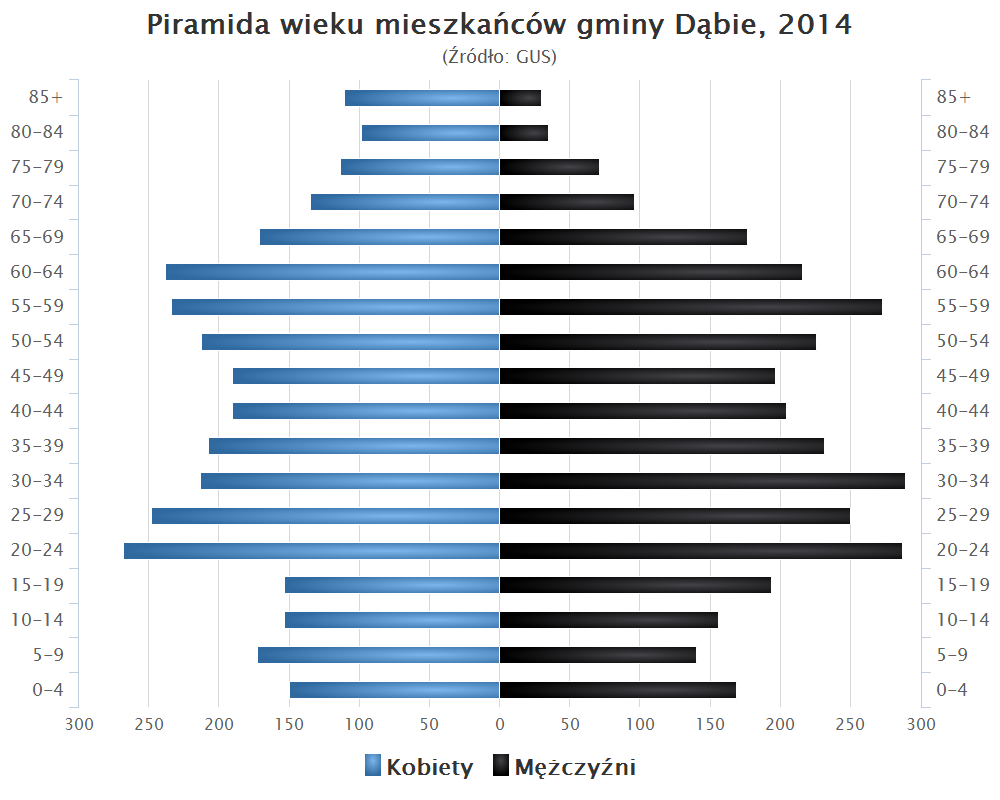
Piramida wieku mieszkańców gminy Dąbie w 2014 roku

## Ochotnicza Straż Pożarna
- OSP Dąbie,
- OSP Augustynów,
- OSP Cichmiana,
- OSP Chełmno,
- OSP Karszew,
- OSP Rośle,
- OSP Rzuchów,
- OSP Chruścin,
- OSP Lisice,
- OSP Grabina,
- OSP Tarnówka,
- OSP Gaj,
- OSP Domanin,
- OSP Majdany,
- OSP Krzykosy[6]

## Sąsiednie gminy
Gmina Dąbie leży na pograniczu 2 województw: wielkopolskiego i łódzkiego. Graniczy z 8 gminami:
- gmina Brudzew
- gmina Grabów
- gmina Grzegorzew
- gmina Koło
- gmina Kościelec
- gmina Olszówka
- gmina Świnice Warckie
- gmina Uniejów

## Miasta partnerskie
- Wielka Dymerka